# Glădiță
Glădița, plătica sau roșcovul sălbatec (Gleditschia triacanthos L.) este un arbore melifer cu frunze căzătoare. Face parte din familia leguminoaselor, înalt până la 30 m, având ramuri cu spini mari, trifurcați cu frunze simplu și dublu penat-compuse, cu flori mici, verzui, în panicule și cu fructul o păstaie mare, turtită, brun-roșcată. Lemnul este rezistent, cu multe utilizări în tâmplărie. Cultivat în plantații forestiere, garduri vii și parcuri.
Este din centrul Americii de Nord, unde este cel mai adesea întâlnit în solul umed ai văilor râurilor, de la sud-estul Dakotei de Sud până la New Orleans și centrul Texasului, înspre est ajungând până spre răsăritul statului Massachusetts. Specia a devenit o buruiană invazivă semnificativă în alte regiuni ale lumii.
Un exemplar se poate vedea în Parcul dendrologic Gurghiu, Judetul Mureș, 

Glădiță - Gleditsia triacanthos
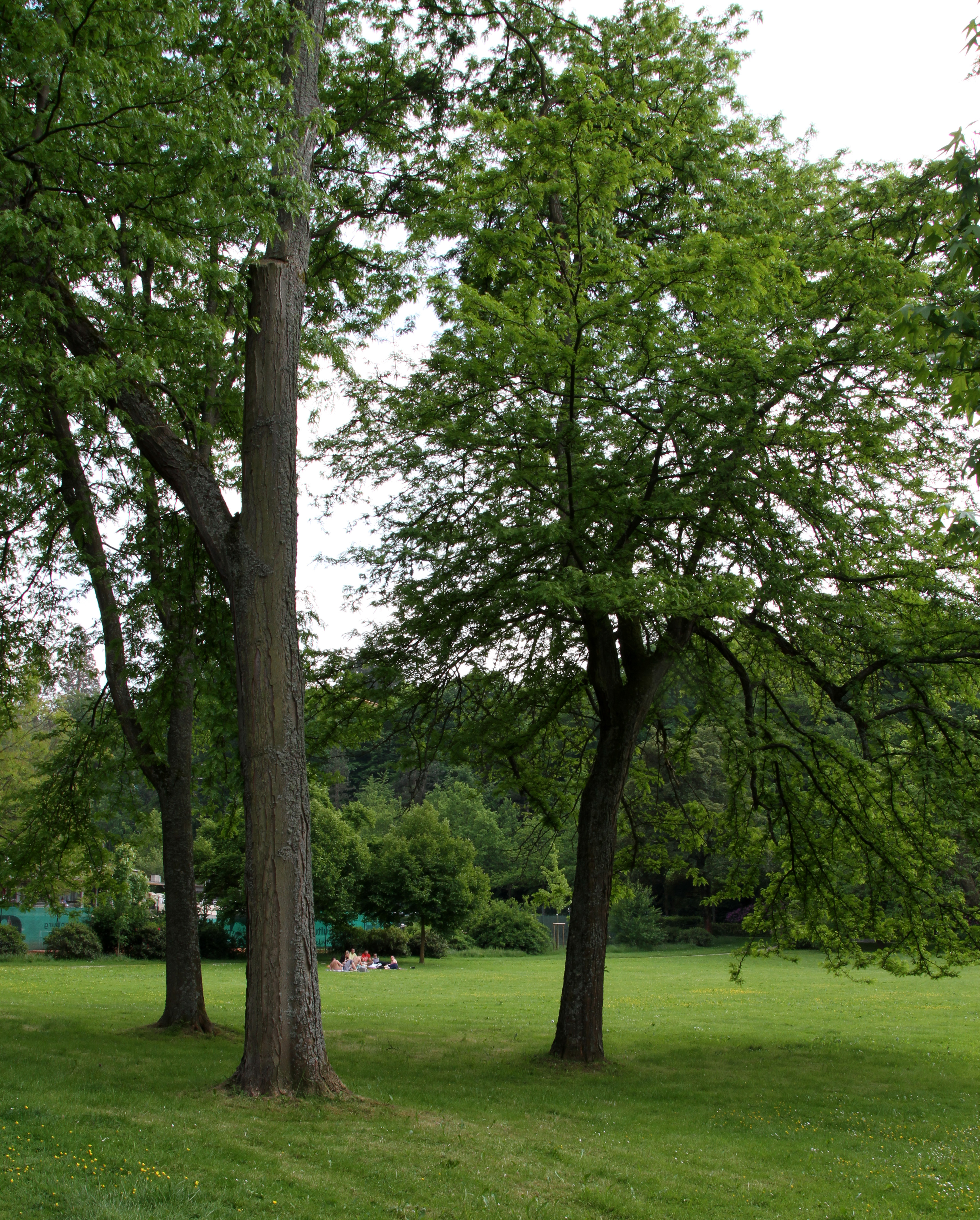
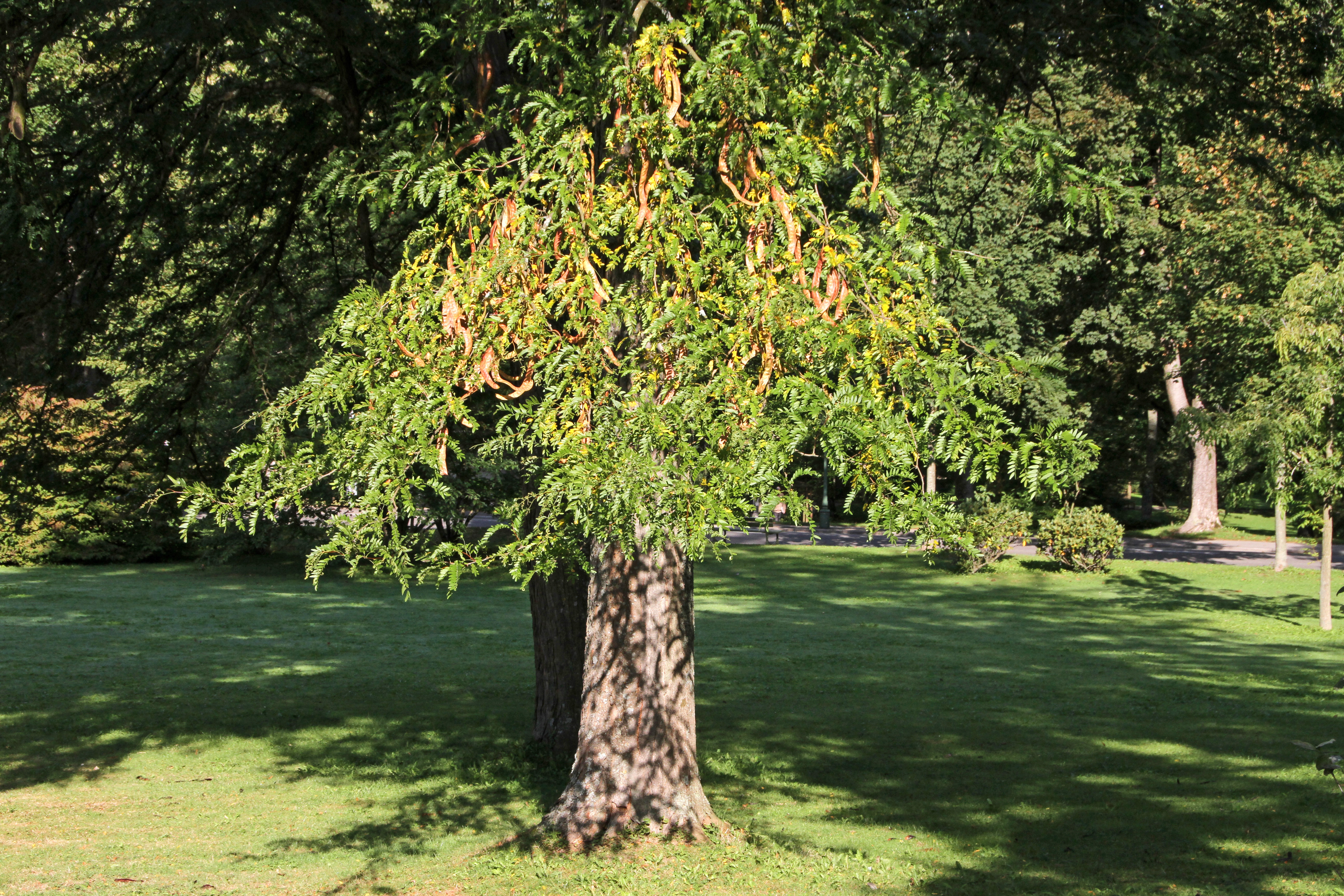
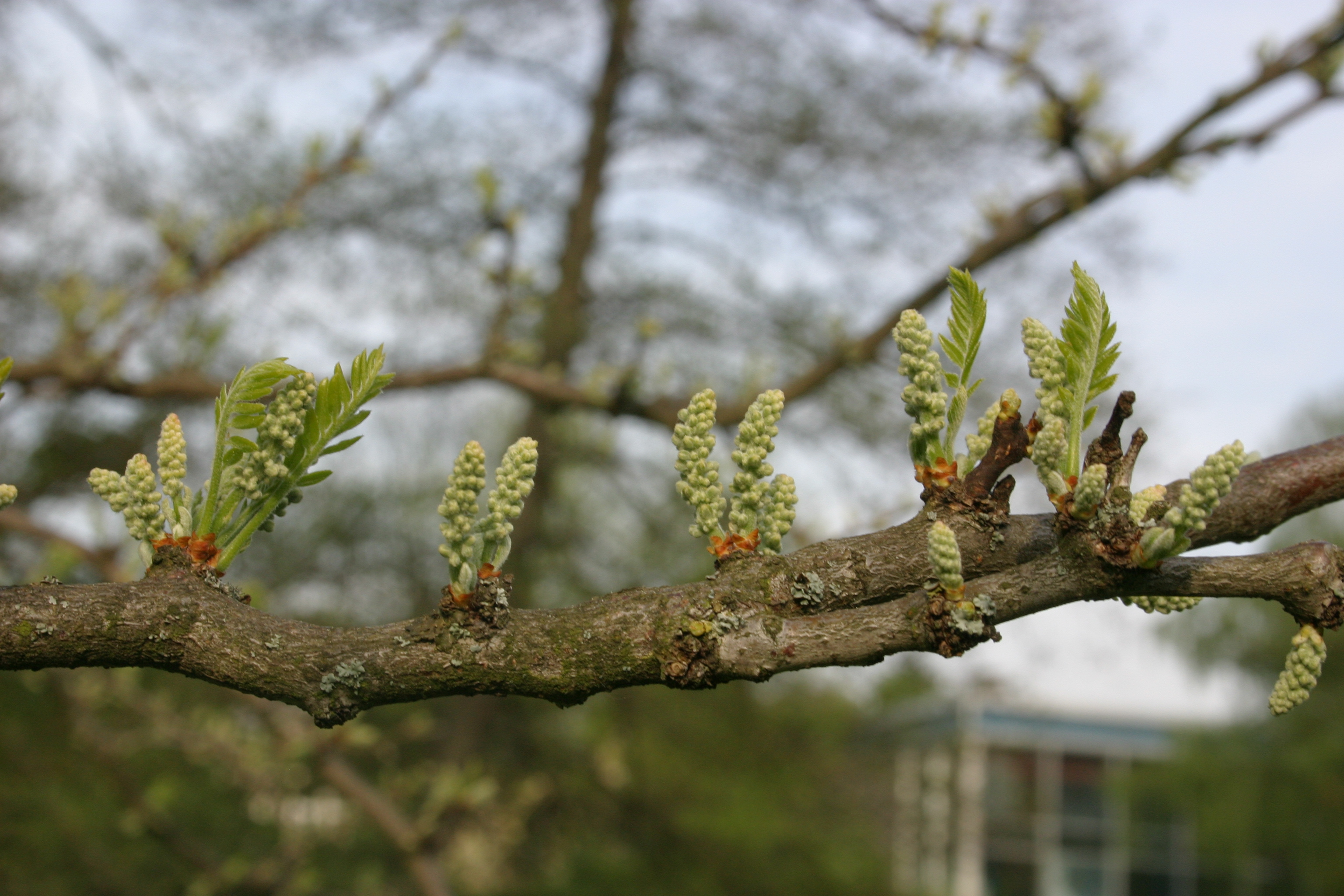
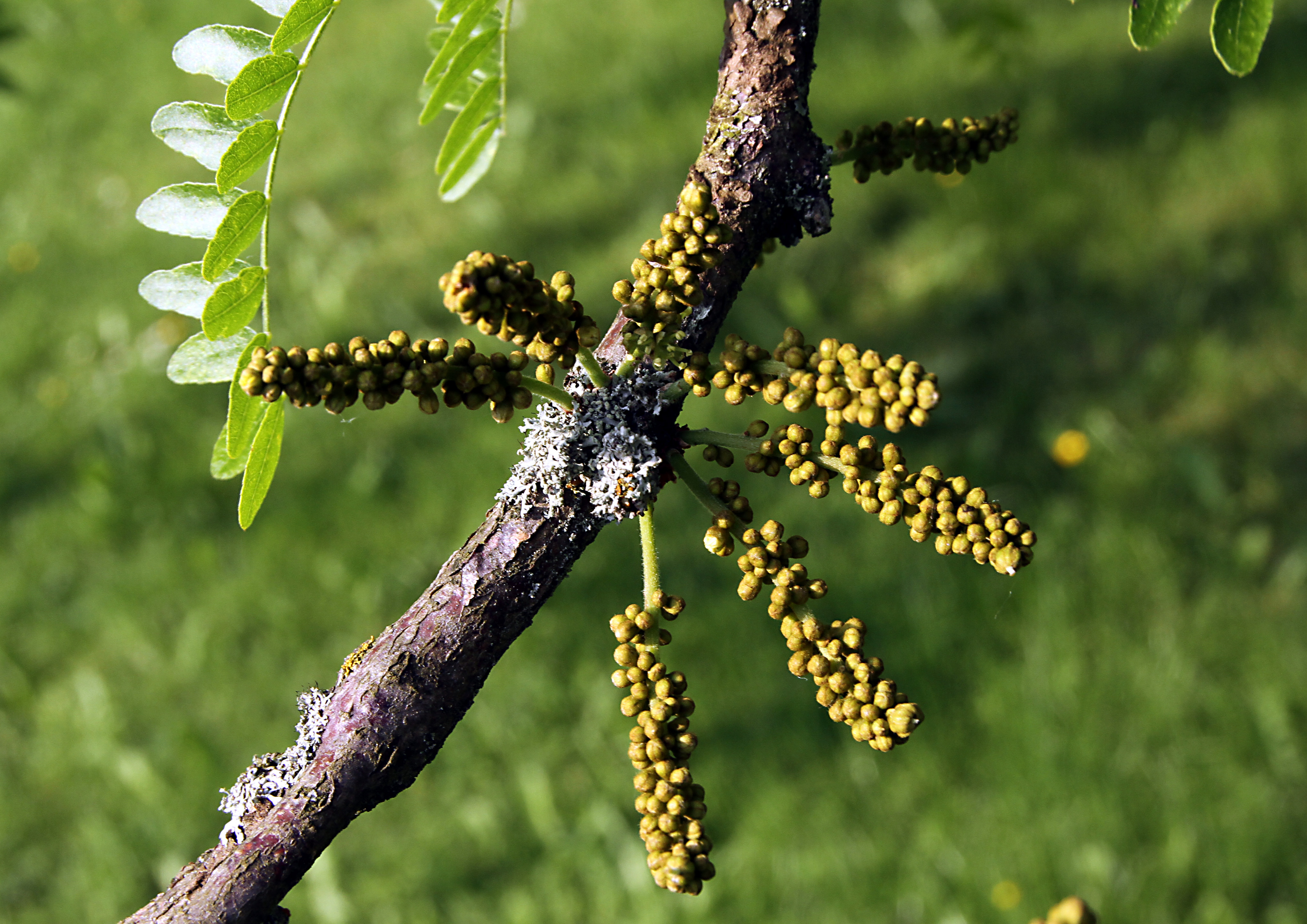
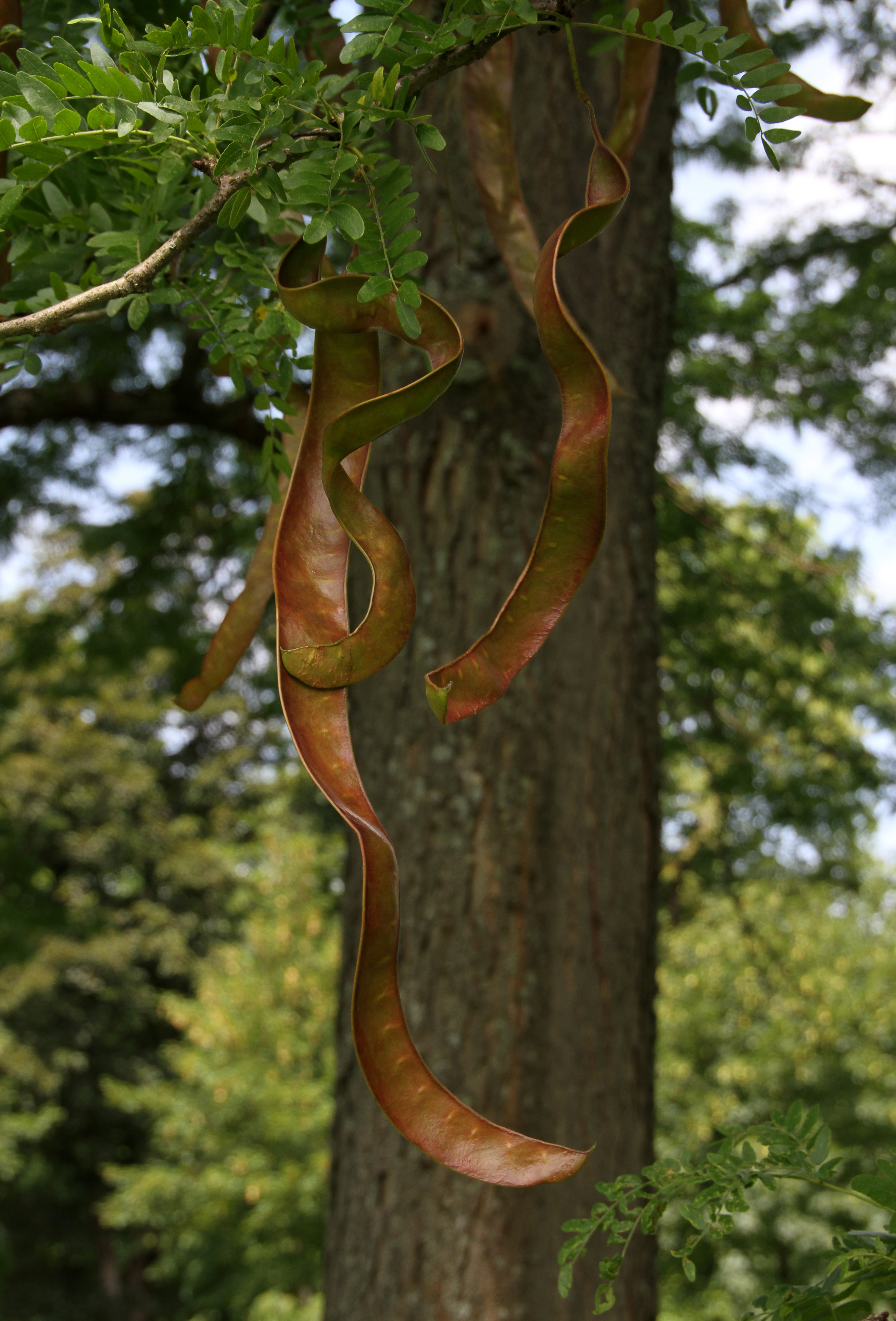
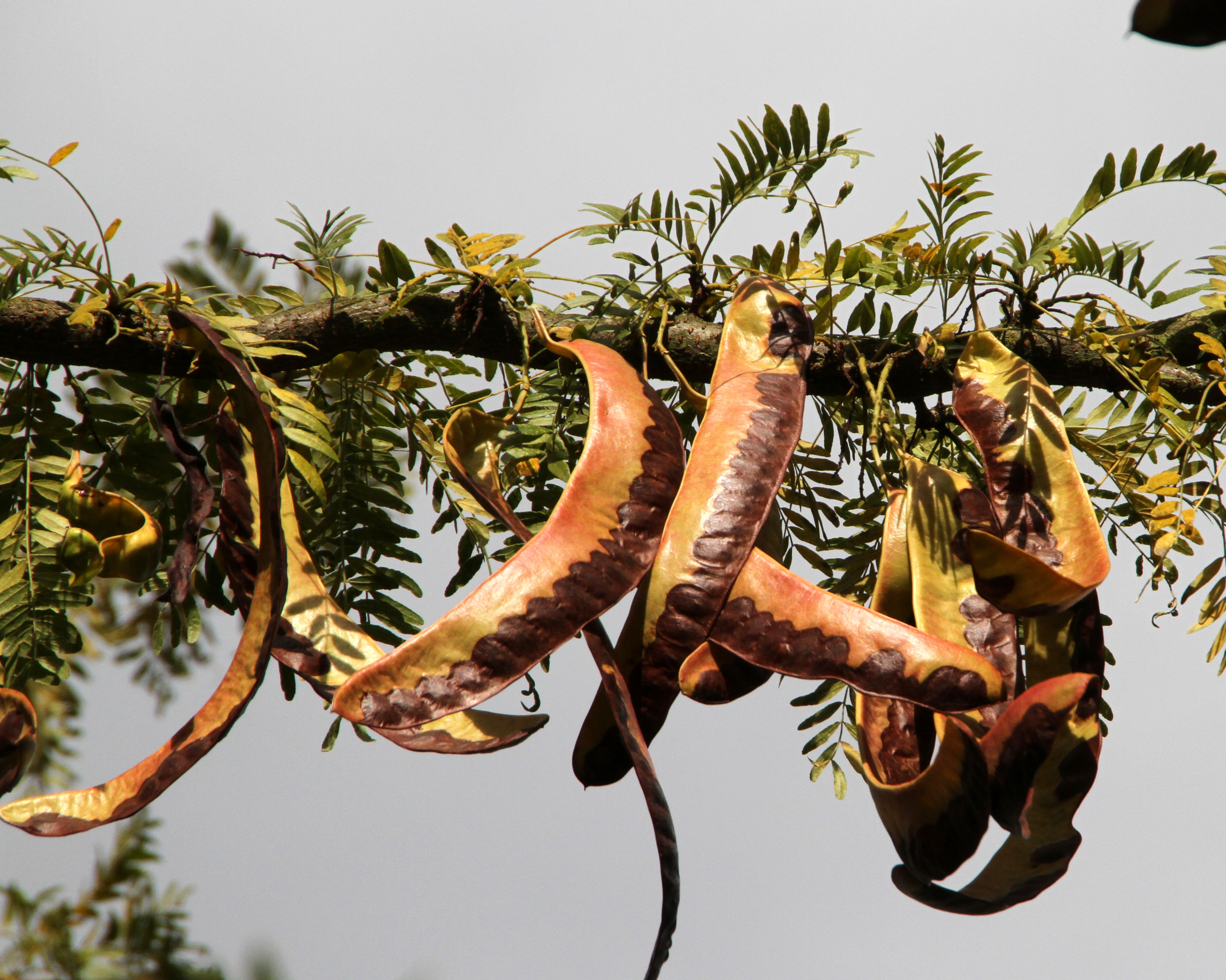
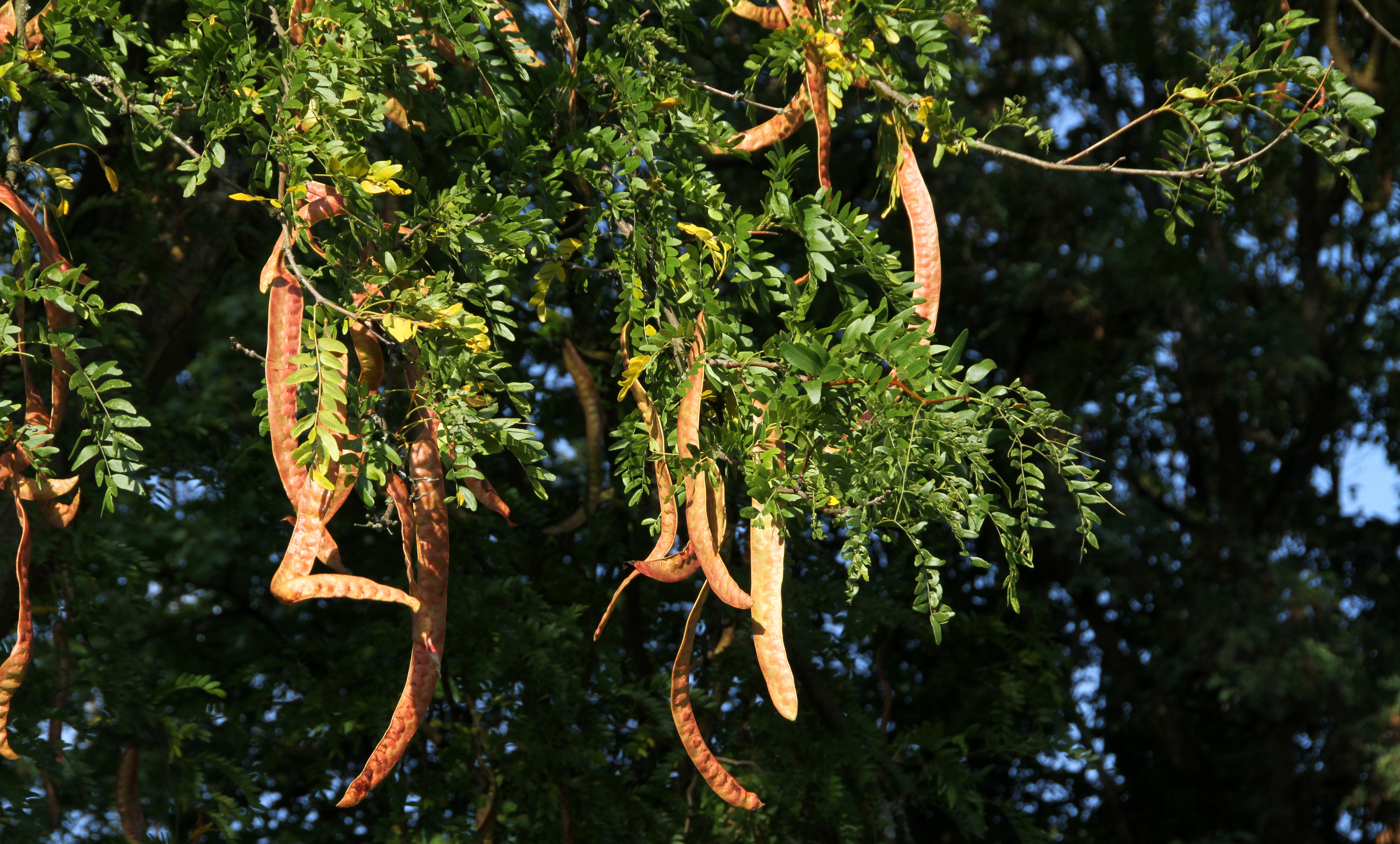
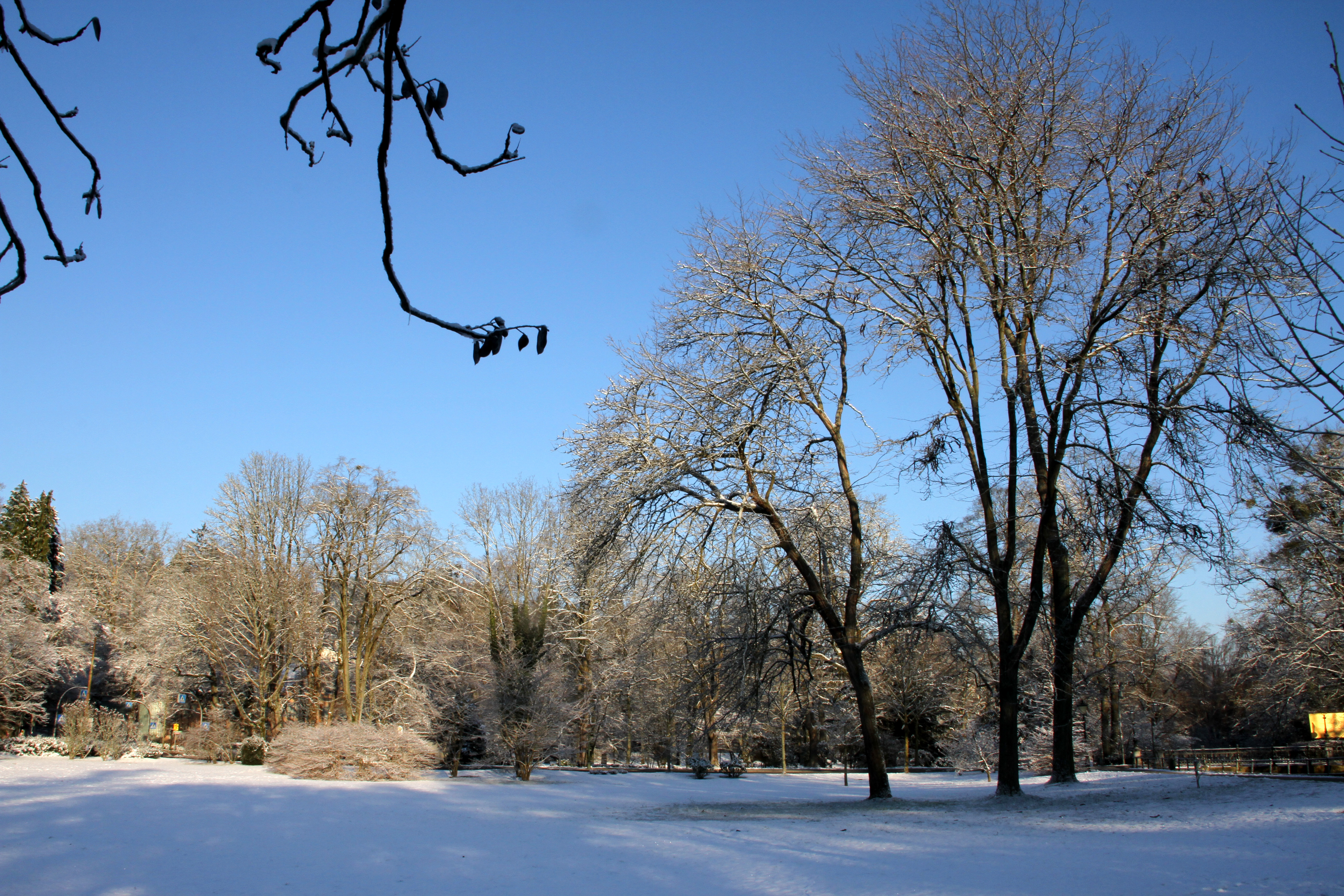

## Legături externe
- Gleditsia triacanthos Arhivat în 2 noiembrie 2015, la Wayback Machine. la bioimages.vanderbilt.edu
- Gleditsia triacanthos Arhivat în 24 februarie 2021, la Wayback Machine. la Forestry Images
- Gleditsia triacanthos la US Forest Service Silvics Manual
- Gleditsia triacanthos la USDA Plants Database